# 粗梗木莲
粗梗木莲（学名：Manglietia crassipes），为木兰科木莲属下的一个植物种。